# Суворово (Орловская область)
Суворово — деревня в Залегощенском районе Орловской области России. Входит в состав Прилепского сельского поселения.

## География
Деревня находится в центральной части Орловской области, в лесостепной зоне, в пределах центральной части Среднерусской возвышенности, на расстоянии примерно 20 километров (по прямой) к северо-западу от посёлка городского типа Залегощь, административного центра района. Абсолютная высота — 264 метра над уровнем моря.

### Часовой пояс
Деревня Суворово, как и вся Орловская область, находится в часовой зоне МСК (московское время). Смещение применяемого времени относительно UTC составляет +3:00.

## Население
| 2010 |
| ---- |
| 19   |

### Половой состав
По данным Всероссийской переписи населения 2010 года в гендерной структуре населения мужчины составляли 26,3 %, женщины — соответственно 73,7 %.

### Национальный состав
Согласно результатам переписи 2002 года, в национальной структуре населения русские составляли 54 % из 74 чел., турки — 43 %.